# Wahlkreis Rutherglen (Schottisches Parlament)
| Rutherglen                |
| ------------------------- |
| Rutherglen · Glasgow      |
| Gebildet                  |
| 2011                      |
| Abgeordneter              |
| Clare Haughey (SNP)       |
| Regionen                  |
| Glasgow South Lanarkshire |

Rutherglen ist ein Wahlkreis für das Schottische Parlament. Er wurde im Jahre 2011 als einer von neun Wahlkreisen der Wahlregion Glasgow eingeführt, die im Zuge der Revision der Wahlkreise 2011 neu zugeschnitten wurde. Hierbei wurde der Wahlkreis Rutherglen hauptsächlich aus den Gebieten des ehemaligen Wahlkreises Glasgow Rutherglen gebildet. Er umfasst im Wesentlichen Gebiete der Council Area South Lanarkshire mit den Städten Blantyre, Cambuslang und Rutherglen und kleine Teile der südöstlichen Glasgower Stadtbezirke. Der Wahlkreis entsendet einen Abgeordneten. 
Der Wahlkreis erstreckt sich über eine Fläche von 31,3 km2. Im Jahre 2020 lebten 77.819 Personen innerhalb seiner Grenzen.

## Wahlergebnisse

### Parlamentswahl 2011
| Ergebnisse der Parlamentswahl 2011 | Ergebnisse der Parlamentswahl 2011 | Ergebnisse der Parlamentswahl 2011 | Ergebnisse der Parlamentswahl 2011 |
| Partei                             | Kandidat                           | Stimmen                            | %                                  |
| ---------------------------------- | ---------------------------------- | ---------------------------------- | ---------------------------------- |
| Labour                             | James Kelly                        | 12.489                             | 46,1                               |
| SNP                                | James McGuigan                     | 10.710                             | 39,5                               |
| Conservative                       | Martyn McIntyre                    | 2096                               | 7,7                                |
| Liberal Democrats                  | Lisa Strachan                      | 1194                               | 4,4                                |
| Parteilos                          | Caroline Johnstone                 | 633                                | 2,3                                |
| Wahlbeteiligung: 27.122 (46,94 %)  |                                    |                                    |                                    |

### Parlamentswahl 2016
| Ergebnisse der Parlamentswahl 2016 | Ergebnisse der Parlamentswahl 2016 | Ergebnisse der Parlamentswahl 2016 | Ergebnisse der Parlamentswahl 2016 | Ergebnisse der Parlamentswahl 2016 |
| Partei                             | Kandidat                           | Stimmen                            | %                                  | ±                                  |
| ---------------------------------- | ---------------------------------- | ---------------------------------- | ---------------------------------- | ---------------------------------- |
| SNP                                | Clare Haughey                      | 15.222                             | 46,2                               | +6,7                               |
| Labour                             | James Kelly                        | 11.479                             | 34,8                               | −11,2                              |
| Conservative                       | Taylor Muir                        | 3.718                              | 11,3                               | +3,5                               |
| Liberal Democrats                  | Robert Brown                       | 2.533                              | 7,7                                | +3,4                               |
| Wahlbeteiligung: 32.952 (54,3 %)   |                                    |                                    |                                    |                                    |

### Parlamentswahl 2021
| Ergebnisse der Parlamentswahl 2021 | Ergebnisse der Parlamentswahl 2021 | Ergebnisse der Parlamentswahl 2021 | Ergebnisse der Parlamentswahl 2021 | Ergebnisse der Parlamentswahl 2021 |
| Partei                             | Kandidat                           | Stimmen                            | %                                  | ±                                  |
| ---------------------------------- | ---------------------------------- | ---------------------------------- | ---------------------------------- | ---------------------------------- |
| SNP                                | Clare Haughey                      | 20.249                             | 50,5                               | +4,3                               |
| Labour                             | James Kelly                        | 15.083                             | 37,6                               | +2,8                               |
| Conservative                       | Lynne Nailon                       | 3.663                              | 9,1                                | −2,2                               |
| Liberal Democrats                  | Sheila Thomson                     | 1.112                              | 2,8                                | −4,9                               |
| Wahlbeteiligung: 63 %              |                                    |                                    |                                    |                                    |